# Гевим
Гевим (ивр. גֵּבִים‎) — кибуц на юге Израиля. Расположен на северо-западе пустыни Негев недалеко от Сдерота; находится под юрисдикцией регионального совета Шаар-ха-Негев.

## История
Кибуц был основан в 1947 году под названием Сде-Акива. Члены были выходцами из Пальмаха, и ранее — членами Ха-ноар ха-овед ве-ха-ломед. Кибуц служил штабом Армии обороны Израиля во время арабо-израильской войны 1948 года, а позже был переименован в Гевим.
Во время нападения ХАМАС на Израиль утром в субботу 7 октября 2023 года, члены резервного отряда кибуца под командованием раввина поселения Зив-Авив боролись с террористами, которые хотели проникнуть в кибуц и устроить там резню. В ходе боев раввин был серьёзно ранен, но бойцам удалось дать отпор террористам ХАМАС, которые не вошли в кибуц. После этого община Гевим была эвакуирована в кибуц Мизра. Через пять месяцев 7 марта 2024 года члены кибуца вернулись в Гавим.
- Гевим. 28 августа 1947 г.
- Сде-Акива, 28 августа 1947 г.
- Основатели Сде-Акива, 1947 г.
- Резервуар для воды Сде-Акива, август 1947 г.
- Кибуц Гевим. 1948 год
- Бойцы бригады Йифтах в Гевиме. 1948 год
- Водоснабжение, Гевим, 1948 г.

В 2000-х годах кибуц пострадал от повторяющихся ракетных обстрелов «Кассам», в результате которых были повреждены здания и легкие ранения жителей. В докладе Голдстоуна о конфликте в Газе, основанном на интервью с общественным менеджером кибуца, говорится, что шестьдесят процентов детей кибуца получали психологическую консультацию.

## Экономика
Кроме сельского хозяйства, в кибуце находится завод по производству пластмасс. Компания Poleg Plastic Industries управляет двумя заводами: один в кибуце, а другой в Лейпциге. Компания находится в совместной собственности кибуца Гевим и частной немецкой компании Poli-Film Group.

## Население
По данным Центрального статистического бюро Израиля, население на начало 2020 года составляло 621 человек.